# Stazione di Santa Maria del Molise
Stazione di Santa Maria del Molise vasútállomás Olaszországban, Molise régióban, Santa Maria del Molise településen.

## Vasútvonalak
Az állomást az alábbi vasútvonalak érintik:
- Termoli–Venafro-vasútvonal

## Kapcsolódó állomások
A vasútállomáshoz az alábbi állomások vannak a legközelebb: 
- Stazione di Cantalupo del Sannio-Macchiagodena
- Stazione di Carpinone